# Casa dei Cubicoli floreali

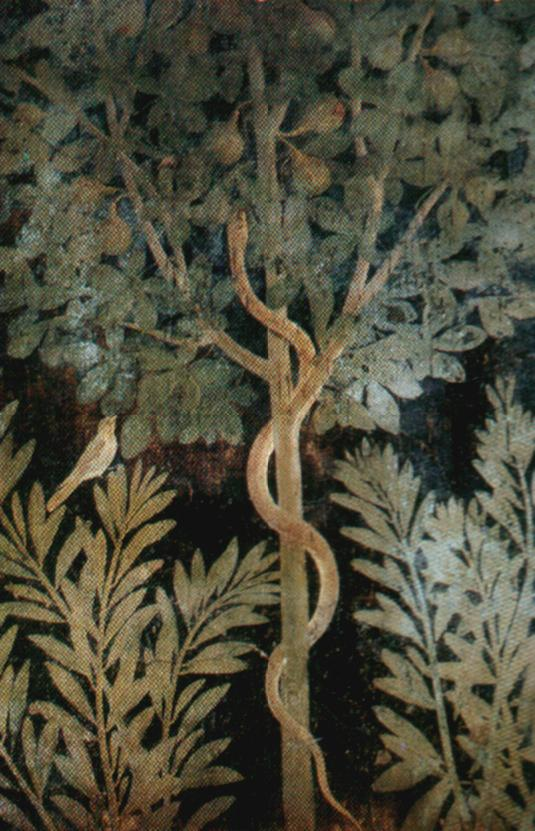
Wandmalerei aus der Casa dei Cubicoli floreali

Die Casa dei Cubicoli floreali (deutsch Haus der mit Blumen ausgemalten Zimmer, auch Casa del frutteto, Haus des Obstgartens, auch Haus der Euplia) (I 9, 5-7) in Pompeji war beim Untergang der Stadt wohl bereits ein sehr altes Haus. Im ersten Cubiculum fanden sich Reste von Dekorationen des Ersten Stils und der Eingang ist mit Würfelkapitellen geschmückt. Das ganze Haus ist nicht sehr groß, besitzt ein Atrium und ein kleines Peristyl, wobei sich alle Räume nur auf einer Seite befinden und nicht um Atrium und Peristyl herum gruppiert sind. Am Eingang ist heute noch ein Abguss der ehemals hölzernen Türflügel erhalten.
Das Herausragende an diesem Haus sind drei Räume, die im späten 3. Stil ausgemalt worden sind. Das zweite Cubiculum links vom Atrium ist mit einer Gartenlandschaft dekoriert. Man findet Oleander, Lorbeer, Myrten, Zitronen und Kirschbäume, wobei der Eindruck entsteht, dass man in einer weißen Pergola steht, von der man auf diesen Garten schaut. Vögel fliegen zwischen den Pflanzen umher. Kleine Bilder sind in die einzelnen Wandabschnitte eingefügt und zeigen dionysische, aber auch ägyptische Szenen. Zwischen den Pflanzen sind ägyptische Statuen aufgestellt.
Im sogenannten schwarzen Cubiculum sind über dem Sockel Gefäße des Isis-Kultes dargestellt, wobei auch dieser Raum wie ein Obstgarten ausgemalt worden ist (siehe Bilder). Auf der Decke erscheint Dionysos auf einem Panther galoppierend.

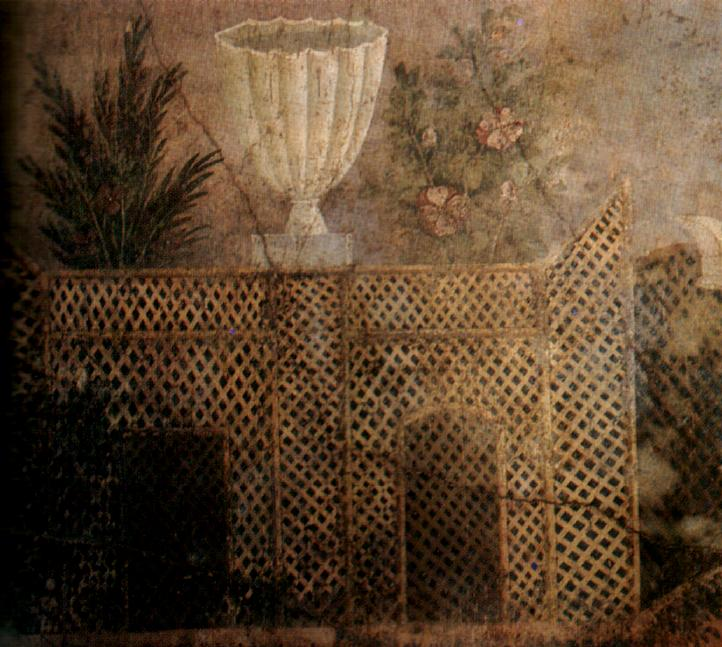
Wandmalerei aus der Casa dei Cubicoli floreali

Auch das Triclinium ist schwarzgrundig ausgemalt, wobei der Raum durch gemalte Pfeiler gegliedert war und drei große Gemälde aufweist und mehrere kleine Bilder.
Alle anderen Räume des Hauses sind nicht ausgemalt. Aus circa 100 Weinamphoren, die man im Haus fand, ist geschlossen worden, dass hier ein Weinhändler wohnte. Die reiche Bemalung mit ägyptisierenden Motiven hat dazu geführt, hier ein Heiligtum des Dionysos-Osiris zu sehen, doch ist es schwer auszumachen, ob diese Ausmalungen wirklich aus religiöser Überzeugung entstanden oder ob der Besitzer einfach eine Vorliebe für Exotisches hatte.